# Коричник японский
Коричник японский (лат. Cinnamomum japonicum) — вечнозелёное дерево, вид рода Коричник (Cinnamomum) семейства Лавровые (Lauraceae).

## Распространение и экология
В природе ареал вида охватывает Японию, Корею и юго-западные районы Китая.
Завезён на Черноморское побережье Кавказа в 1885 году.
Растёт относительно медленно; в 10 лет достигает высоты 2—3 м, в 20 — 4—5 м и в 35—40 лет — 8—9 м, быстрее развивается на суглинистых, супесчаных и краснозёмных почвах. В условиях частичного затенения рост и плодоношение заметно улучшаются. В местностях с годовыми осадками свыше 1500 мм растёт лучше, чем в местностях с более низкими осадками.

## Ботаническое описание
Вечнозелёное дерево высотой 5—8, иногда до 12 м, с шатровидной кроной. Кора гладкая, тёмно-серая. Молодые ветки светло-зелёные.
Листорасположение супротивное или очередное. Листья продолговатые или широколанцетные, длиной 6—14 см, шириной 2—6 см, сверху тёмно-зелёные, блестящие, снизу сизоватые, с 3 жилками, на голых черешках длиной 1—2 см.
Соцветия метельчатые, в пазухах листьев. Цветки мелкие, обоеполые; околоцветник состоит из 6 овальных долей, голых снаружи, коротко опушённых внутри. Тычинок 12, расположенных в 4 кругах; завязь одногнездная; столбик цилиндрический.
Плод — чёрная шаровидно-яйцевидная костянка, в зрелости длиной до 1 см, шириной 7—9 мм, с мясистым околоплодником. Семя овальное, светло-жёлтое. В 1 кг содержится от 3 до 6,5 тысяч семян; 1 тысяча семян весит от 150 до 300 г.
Цветение с середины мая до середины июля. Плодоношение в ноябре.

## Значение и применение
Древесина ароматична, довольно плотная, хорошо полируется, но хрупкая.
В плодах содержится масло: в околоплоднике до 31 %, а в ядре до 71 %. Масло из околоплодника жидкой консистенции, зеленоватого цвета, может быть использовано в лако-красочном производстве и в качестве смазочного. Масло из ядра плода твёрдой консистенции, желтоватого цвета, приятного вкуса, ароматичное. По качеству своему оно занимает промежуточное место между кокосовым маслом и маслом какао и может быть использовано в кондитерской промышленности как заменитель последнего. Так же используется в фармацевтической промышленности для изготовления суппозиториев(как формообразующее вещество).
Разводят преимущественно в декоративных целях.

## Таксономия
Вид Коричник японский входит в род Коричник (Cinnamomum) семейства Лавровые (Lauraceae) порядка Лавроцветные (Laurales).
|  |                                      |  |                                                             |                                                             |                    |  | ещё 6 семейств (согласно Системе APG II) | ещё 6 семейств (согласно Системе APG II) |                       |  |  |  | свыше 300 видов |
|  |                                      |  |                                                             |                                                             |                    |  | ещё 6 семейств (согласно Системе APG II) | ещё 6 семейств (согласно Системе APG II) |                       |  |  |  | свыше 300 видов |
|  |                                      |  |                                                             | порядок Лавроцветные                                        |                    |  |                                          |                                          | род Коричник          |  |  |  |                 |
|  |                                      |  |                                                             | порядок Лавроцветные                                        |                    |  |                                          |                                          | род Коричник          |  |  |  |                 |
|  | отдел Цветковые, или Покрытосеменные |  |                                                             |                                                             | семейство Лавровые |  |                                          |                                          | вид Коричник японский |  |  |  |                 |
|  | отдел Цветковые, или Покрытосеменные |  |                                                             |                                                             | семейство Лавровые |  |                                          |                                          |                       |  |  |  |                 |
|  |                                      |  | ещё 44 порядка цветковых растений (согласно Системе APG II) | ещё 44 порядка цветковых растений (согласно Системе APG II) |                    |  |                                          | ещё около 55 родов                       | ещё около 55 родов    |  |  |  |                 |
|  |                                      |  |                                                             | ещё 44 порядка цветковых растений (согласно Системе APG II) |                    |  |                                          |                                          | ещё около 55 родов    |  |  |  |                 |